# Nabil Fekir
Nabil Fekir (n. 18 iulie 1993) este un fotbalist francez, care joacă pe post de atacant la Al Jazira Club în UAE Football League. Pe plan internațional, are prezențe la națională pentru Franța U21⁠(d) și Franța.

## Statistici
La 3 septembrie 2022.
| Club          | Sezon         | Campionat     | Campionat | Campionat | Cupă    | Cupă   | Cupa Ligii | Cupa Ligii | Europa  | Europa | Altele  | Altele | Total   | Total  | Total |
| Club          | Sezon         | Campionat     | Meciuri   | Goluri    | Meciuri | Goluri | Meciuri    | Goluri     | Meciuri | Goluri | Meciuri | Goluri | Meciuri | Goluri |       |
| ------------- | ------------- | ------------- | --------- | --------- | ------- | ------ | ---------- | ---------- | ------- | ------ | ------- | ------ | ------- | ------ | ----- |
| Lyon          | 2013–14       | Ligue 1       | 11        | 1         | 0       | 0      | 2          | 0          | 4       | 0      | —       | —      | 17      | 1      |       |
| Lyon          | 2014–15       | Ligue 1       | 34        | 13        | 2       | 2      | 1          | 0          | 2       | 0      | —       | —      | 39      | 15     |       |
| Lyon          | 2015–16       | Ligue 1       | 9         | 4         | 0       | 0      | 0          | 0          | 0       | 0      | —       | —      | 9       | 4      |       |
| Lyon          | 2016–17       | Ligue 1       | 32        | 9         | 2       | 1      | 1          | 0          | 13      | 4      | 1       | 0      | 49      | 14     |       |
| Lyon          | 2017–18       | Ligue 1       | 29        | 18        | 2       | 2      | 0          | 0          | 8       | 3      | —       | —      | 39      | 23     |       |
| Lyon          | 2018–19       | Ligue 1       | 29        | 9         | 3       | 0      | 1          | 0          | 6       | 3      | —       | —      | 39      | 12     |       |
| Total         | Total         | 145           | 54        | 9         | 5       | 5      | 0          | 33         | 10      | 1      | 0       | 193    | 69      |        |       |
| Real Betis    | 2019–20       | La Liga       | 32        | 7         | 1       | 0      | —          | —          | —       | —      | —       | —      | 33      | 7      |       |
| Real Betis    | 2020–21       | La Liga       | 33        | 5         | 5       | 0      | —          | —          | —       | —      | —       | —      | 38      | 5      |       |
| Real Betis    | 2021–22       | La Liga       | 34        | 6         | 6       | 2      | —          | —          | 7       | 2      | —       | —      | 47      | 10     |       |
| Real Betis    | 2022–23       | La Liga       | 4         | 0         | 0       | 0      | —          | —          | 0       | 0      | 0       | 0      | 4       | 0      |       |
| Real Betis    | Total         | Total         | 103       | 18        | 12      | 2      | —          | —          | 7       | 2      | 0       | 0      | 122     | 22     |       |
| Total carieră | Total carieră | Total carieră | 248       | 72        | 21      | 7      | 5          | 0          | 40      | 12     | 1       | 0      | 315     | 91     |       |